# 辉耀镇
辉耀镇，是中华人民共和国河北省张家口涿鹿县下辖的一个乡镇级行政单位。

## 行政区划
辉耀镇下辖以下地区：
辉耀村、西相广村、东相广村、鸦沟村、石瓮村、史家沟村、穆家沟村、岔道村、尤家园村、凤凰庄村、罗堰沟村、左卫村、小斜阳村、石门村、杨木林村、马家庙村、大流水沟村、牌楼沟村、荞麦川村和高家庄村。